# Opistognathus reticeps
Opistognathus reticeps är en fiskart som beskrevs av Smith-vaniz 2004. Opistognathus reticeps ingår i släktet Opistognathus och familjen Opistognathidae. Inga underarter finns listade i Catalogue of Life.